# Giro dei Paesi Bassi 1992
Il Giro dei Paesi Bassi 1992, trentaduesima edizione della corsa, si svolse dal 17 al 22 agosto 1992 su un percorso di 856 km ripartiti in 5 tappe (la seconda suddivisa in due semitappe) e un cronoprologo, con partenza da Zoetermeer e arrivo a Gulpen. Fu vinto dall'olandese Jelle Nijdam della squadra Buckler davanti ai francesi Thierry Marie e Laurent Bezault.

## Tappe
| Tappa  | Data      | Percorso                                      | km    | Vincitore di tappa | Leader cl. generale |
| ------ | --------- | --------------------------------------------- | ----- | ------------------ | ------------------- |
| Prol.  | 17 agosto | Zoetermeer > Zoetermeer (cron. individuale)   | 5,6   | Jelle Nijdam       | Jelle Nijdam        |
| 1ª     | 18 agosto | Veendam > Veendam                             | 203,5 | Wilfried Nelissen  | Jelle Nijdam        |
| 2ª-1ª  | 19 agosto | Hardenberg > Haaksbergen                      | 93    | Louis de Koning    | Jelle Nijdam        |
| 2ª-2ª  | 19 agosto | Haaksbergen > Haaksbergen (cron. individuale) | 31    | Jelle Nijdam       | Jelle Nijdam        |
| 3ª     | 20 agosto | Arnhem > Tilburg                              | 163,5 | Rob Harmeling      | Jelle Nijdam        |
| 4ª     | 21 agosto | Tilburg > Heythuysen                          | 183   | Rob Harmeling      | Jelle Nijdam        |
| 5ª     | 22 agosto | Gulpen > Gulpen                               | 176   | Gérard Rué         | Jelle Nijdam        |
| Totale | Totale    | Totale                                        | 856   |                    |                     |

## Dettagli delle tappe

### Prologo
- 17 agosto: Zoetermeer > Zoetermeer (cron. individuale) – 5,6 km

| Pos. | Corridore     | Squadra   | Tempo |
| ---- | ------------- | --------- | ----- |
| 1    | Jelle Nijdam  | Buckler   | 6'24" |
| 2    | Thierry Marie | Castorama | a 5"  |
| 3    | Frans Maassen | Buckler   | a 9"  |

| Pos. | Corridore    | Squadra | Tempo |
| ---- | ------------ | ------- | ----- |
| 1    | Jelle Nijdam | Buckler |       |

### 1ª tappa
- 18 agosto: Veendam > Veendam – 203,5 km

| Pos. | Corridore         | Squadra   | Tempo    |
| ---- | ----------------- | --------- | -------- |
| 1    | Wilfried Nelissen | Panasonic | 5h11'51" |
| 2    | Wiebren Veenstra  | Buckler   | s.t.     |
| 3    | Uwe Raab          | PDM       | s.t.     |

| Pos. | Corridore    | Squadra | Tempo |
| ---- | ------------ | ------- | ----- |
| 1    | Jelle Nijdam | Buckler |       |

### 2ª tappa - 1ª semitappa
- 19 agosto: Hardenberg > Haaksbergen – 93 km

| Pos. | Corridore         | Squadra   | Tempo    |
| ---- | ----------------- | --------- | -------- |
| 1    | Louis de Koning   | Panasonic | 2h01'41" |
| 2    | Bjorn Stenersen   | Motorola  | s.t.     |
| 3    | Wilfried Nelissen | Panasonic | a 3"     |

| Pos. | Corridore    | Squadra | Tempo |
| ---- | ------------ | ------- | ----- |
| 1    | Jelle Nijdam | Buckler |       |

### 2ª tappa - 2ª semitappa
- 19 agosto: Haaksbergen > Haaksbergen (cron. individuale) – 31 km

| Pos. | Corridore       | Squadra   | Tempo  |
| ---- | --------------- | --------- | ------ |
| 1    | Jelle Nijdam    | Buckler   | 37'31" |
| 2    | Laurent Bezault | Z         | a 31"  |
| 3    | Thierry Marie   | Castorama | s.t.   |

| Pos. | Corridore    | Squadra | Tempo |
| ---- | ------------ | ------- | ----- |
| 1    | Jelle Nijdam | Buckler |       |

### 3ª tappa
- 20 agosto: Arnhem > Tilburg – 163,5 km

| Pos. | Corridore         | Squadra           | Tempo    |
| ---- | ----------------- | ----------------- | -------- |
| 1    | Rob Harmeling     | TVM-Sanyo         | 3h45'22" |
| 2    | Endrio Leoni      | Jolly Componibili | s.t.     |
| 3    | Wilfried Nelissen | Panasonic         | s.t.     |

| Pos. | Corridore    | Squadra | Tempo |
| ---- | ------------ | ------- | ----- |
| 1    | Jelle Nijdam | Buckler |       |

### 4ª tappa
- 21 agosto: Tilburg > Heythuysen – 183 km

| Pos. | Corridore     | Squadra   | Tempo    |
| ---- | ------------- | --------- | -------- |
| 1    | Rob Harmeling | TVM-Sanyo | 4h21'39" |
| 2    | Peter Pieters | Tulip     | a 1"     |
| 3    | Johan Capiot  | TVM-Sanyo | s.t.     |

| Pos. | Corridore    | Squadra | Tempo |
| ---- | ------------ | ------- | ----- |
| 1    | Jelle Nijdam | Buckler |       |

### 5ª tappa
- 22 agosto: Gulpen > Gulpen – 176 km

| Pos. | Corridore        | Squadra   | Tempo    |
| ---- | ---------------- | --------- | -------- |
| 1    | Gérard Rué       | Castorama | 4h31'55" |
| 2    | Andrea Ferrigato | Ariostea  | a 5"     |
| 3    | Marco Lietti     | Ariostea  | s.t.     |

| Pos. | Corridore       | Squadra   | Tempo     |
| ---- | --------------- | --------- | --------- |
| 1    | Jelle Nijdam    | Buckler   | 20h36'31" |
| 2    | Thierry Marie   | Castorama | a 43"     |
| 3    | Laurent Bezault | Z         | a 55"     |

## Classifiche finali

### Classifica generale
| Pos. | Corridore       | Squadra             | Tempo     |
| ---- | --------------- | ------------------- | --------- |
| 1    | Jelle Nijdam    | Buckler             | 20h36'31" |
| 2    | Thierry Marie   | Castorama           | a 43"     |
| 3    | Laurent Bezault | Z                   | a 55"     |
| 4    | Sean Yates      | Motorola            | a 1'17"   |
| 5    | Rob Harmeling   | TVM-Sanyo           | a 1'22"   |
| 6    | Erik Breukink   | PDM-Ultima-Concorde | a 1'24"   |
| 7    | Dimitri Zhdanov | Panasonic-Sportlife | a 1'39"   |
| 8    | Marco Lietti    | Ariostea            | a 1'43"   |
| 9    | Eddy Seigneur   | Z                   | a 1'45"   |
| 10   | Herman Frison   | Tulip               | a 2'01"   |